# Josiah Tattnall
El comodoro Josiah Tattnall, Jr. (14 de junio de 1794 - 14 de junio de 1871) fue un oficial de la Armada de los Estados Unidos durante la Guerra anglo estadounidense de 1812, la Segunda guerra berberisca y la Guerra contra México. Finalmente sirvió en la Armada de los Estados Confederados durante la Guerra Civil.

## Educación y guerra de 1812
Josías, era hijo de Josías Tattnall que era gobernador y senador de los EE.UU. por Georgia. Nació en la plantación de su padre de Buenaventura, cerca de Savannah, Georgia. Después de estudiar en Inglaterra, fue nombrado guardiamarina el 1 de enero de 1812 y asistió a la Academia Naval en Washington, DC, hasta el 1 de agosto, cuando fue asignado a la fragata "Constellation".
Cuando zarpó la "Constellatión", la fuerte escuadra británica que operaba en la Bahía de Chesapeake la obligó a poner rumbo a Norfolk, Virginia. La "Constellation" quedó bloqueada en Hampton Roads para el resto de la guerra pero Tattnall y sus compañeros se las arreglaron para entrar en combate: Fue uno de los más o menos 100 marineros e infantes de marina asignados a la batería de costera en Craney Island. El 22 de junio de 1813, los británicos intentaron tomar la isla como paso que preparaba un ataque a la cercana ciudad de Norfolk. La batería de Tattnall y una fuerza naval estadounidense impidieron esta acción disuadiendo a los británicos de nuevos intentos de tomar la ciudad.
En abril de 1814, el guardiamarina Tattnall fue separado de "Constellation" y, el 24 de agosto, estaba al mando de una fuerza de empleados de la Navy Yard Washington a los que condujo a la Batalla de Bladensburg en un esfuerzo infructuoso para detener el avance británico sobre la capital estadounidense. El 14 de octubre, se le ordenó ir a Savannah para el servicio en el recién apresado "Epervier". En mayo de 1815 se encuentra en el Mediterráneo con la escuadra del comodoro Stephen Decatur para luchar contra los piratas berberiscos de Argel en la Segunda Guerra de Berbería. Así el 17 de junio, participó en la captura de la fragata Mashouda y, dos días después, del bergantín Estedio. En julio, cuando se ordenó al "Eprevier" el regreso a los Estados Unidos, Tattnall permaneció en el Mediterráneo en la "Constellatión". En enero de 1817 se trasladó a Ontario y regresó en ella a los Estados Unidos.